# Alejandro Galván
Alejandro Galván, vollständiger Name César Alejandro Galván Soler, (* 18. Januar 1993 in Montevideo) ist ein uruguayischer Fußballspieler.

## Karriere
Defensivakteur Galván wechselte 2013 auf Leihbasis von Defensor Sporting zum Zweitligisten Rocha FC. Dort bestritt er in der Saison 2013/14 17 Spiele in der Segunda División und erzielte einen Treffer. Zur Apertura 2014 folgte eine weitere Ausleihe durch Defensor Sporting. Dieses Mal schloss Galván sich dem Erstligisten Sud América an. In der Saison 2014/15 kam er zu vier Einsätzen (kein Tor) in der Primera División. Es folgte ein weiterer Erstligaeinsatz (kein Tor) in der Spielzeit 2015/16. Anfang September 2016 wechselte er zum Zweitligisten Club Sportivo Cerrito, für den er in der Saison 2016 dreimal (kein Tor) in der Liga auflief.